# Pithomyces atro-olivaceus
Pithomyces atro-olivaceus är en svampart som först beskrevs av Cooke & Harkn., och fick sitt nu gällande namn av M.B. Ellis 1960. Pithomyces atro-olivaceus ingår i släktet Pithomyces och familjen Pleosporaceae.   Inga underarter finns listade i Catalogue of Life.